# Gelsesziget
Gelsesziget es un pueblo ubicado en el condado de Zala, Hungría.

## Superficie
Posee una superficie de 4,98 kilómetros cuadrados.

## Demografía
Hasta 2021 la población era de 255 habitantes, con una densidad de población de 51,20 habitantes por kilómetro cuadrado. En 2011 el 79,1% de la población estaba conformada por húngaros y la religión predominante era el catolicismo.